# آن ماری (کتاب)
آن ماری (به فرانسوی: Anne Marie) عنوان یک رمان به قلم لوسین بودار است که در سپتامبر ۱۹۸۱ منتشر شده و در همان سال جایزه گنکور را دریافت کرده است.